# 17015 Shriyareddy
17015 Shriyareddy è un asteroide della fascia principale. Scoperto nel 1999, presenta un'orbita caratterizzata da un semiasse maggiore pari a 2,215399 UA e da un'eccentricità di 0,109926, inclinata di 3,582206° rispetto all'eclittica. Ha un diametro di 3,862 km.